# Aristophanes

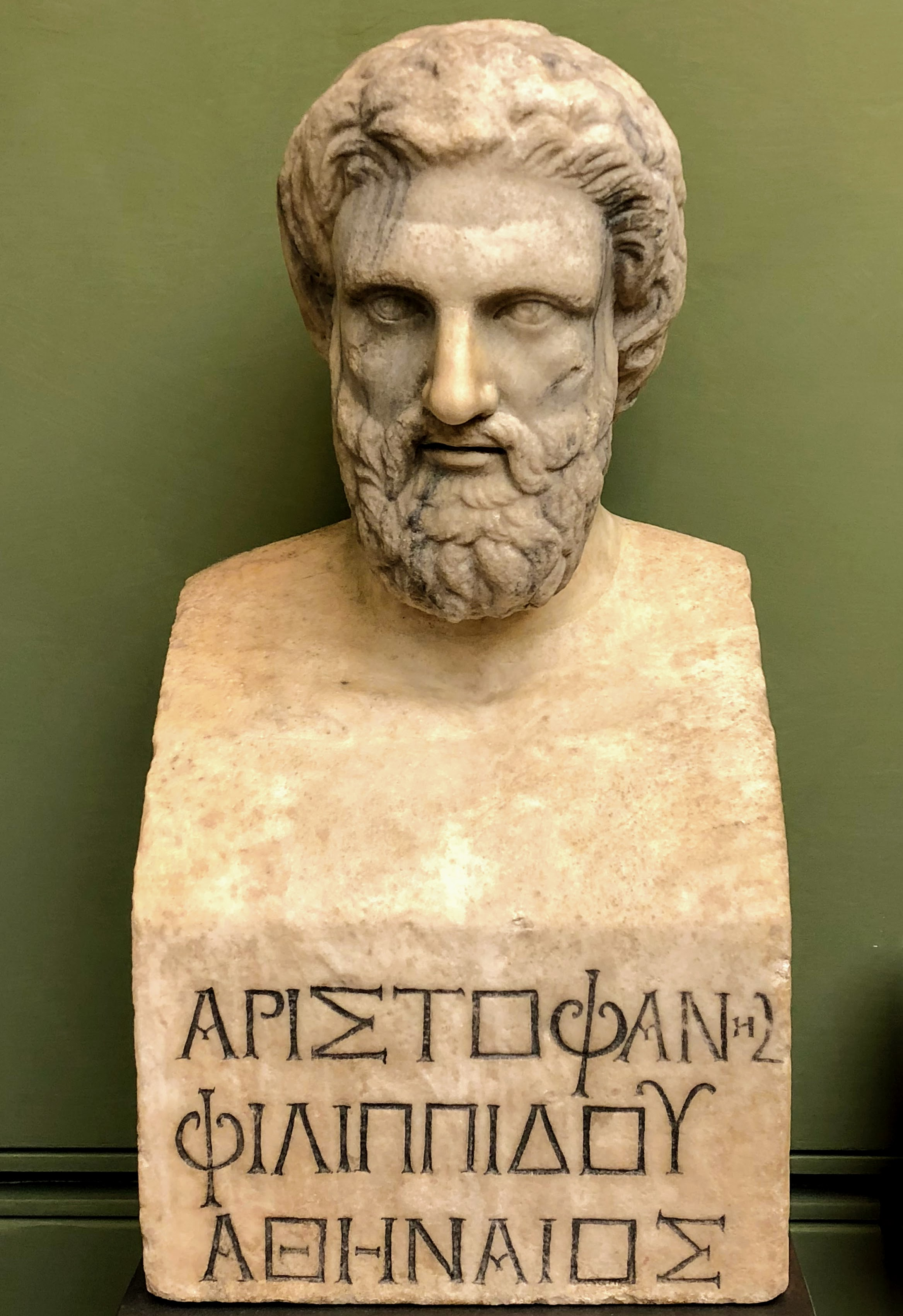
Aristophanes, „Vorderseite“ der Doppelbüste

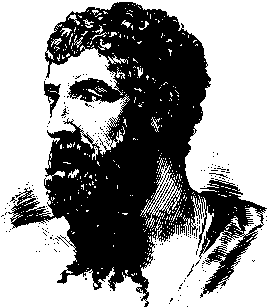
Aristophanes in einer modernen Darstellung

Aristophanes (deutsche Aussprache [aʁɪsˈtoːfanɛs], altgriechisch Ἀριστοφάνης Aristophánēs; * zwischen 450 v. Chr. und 444 v. Chr. in Athen; † um 380 v. Chr. ebenda) war ein griechischer Komödiendichter. Er gilt als einer der bedeutendsten Vertreter der griechischen Komödie, insbesondere der Alten Komödie, und des griechischen Theaters. Seine Komödien, vor allem Lysistrata, werden immer wieder gespielt.

## Leben
Über das Leben des Dichters ist wenig bekannt. Er wurde zwischen 450 v. Chr. und 444 v. Chr. als Sohn des Philippos in Kydathen, einem Stadtteil Athens (Phyle: Pandionis), geboren. Von 430 bis 428 v. Chr. erhielt er vermutlich eine Ausbildung zum Dramatiker. Seine ersten drei Stücke ließ er als anonymer Autor von Kallistratos aufführen. Auch später hat er sich öfter durch diesen oder Philonides vertreten lassen. Seine Söhne Araros und Philippos wurden ebenfalls Komödiendichter. Araros führte die letzten beiden Stücke Kokalos und Aiolosikon seines Vaters auf.
Aristophanes starb nach 388 v. Chr., vermutlich um 380 v. Chr. in Athen, wo er den größten Teil seines Lebens verbracht hatte. Nach 400 v. Chr. bekleidete er als Prytan ein führendes Amt in der Stadtregierung. Zeitweilig lebte er auf der nahe gelegenen Insel Aigina, welche 431 v. Chr. von Athenern besiedelt worden war.

## Werke

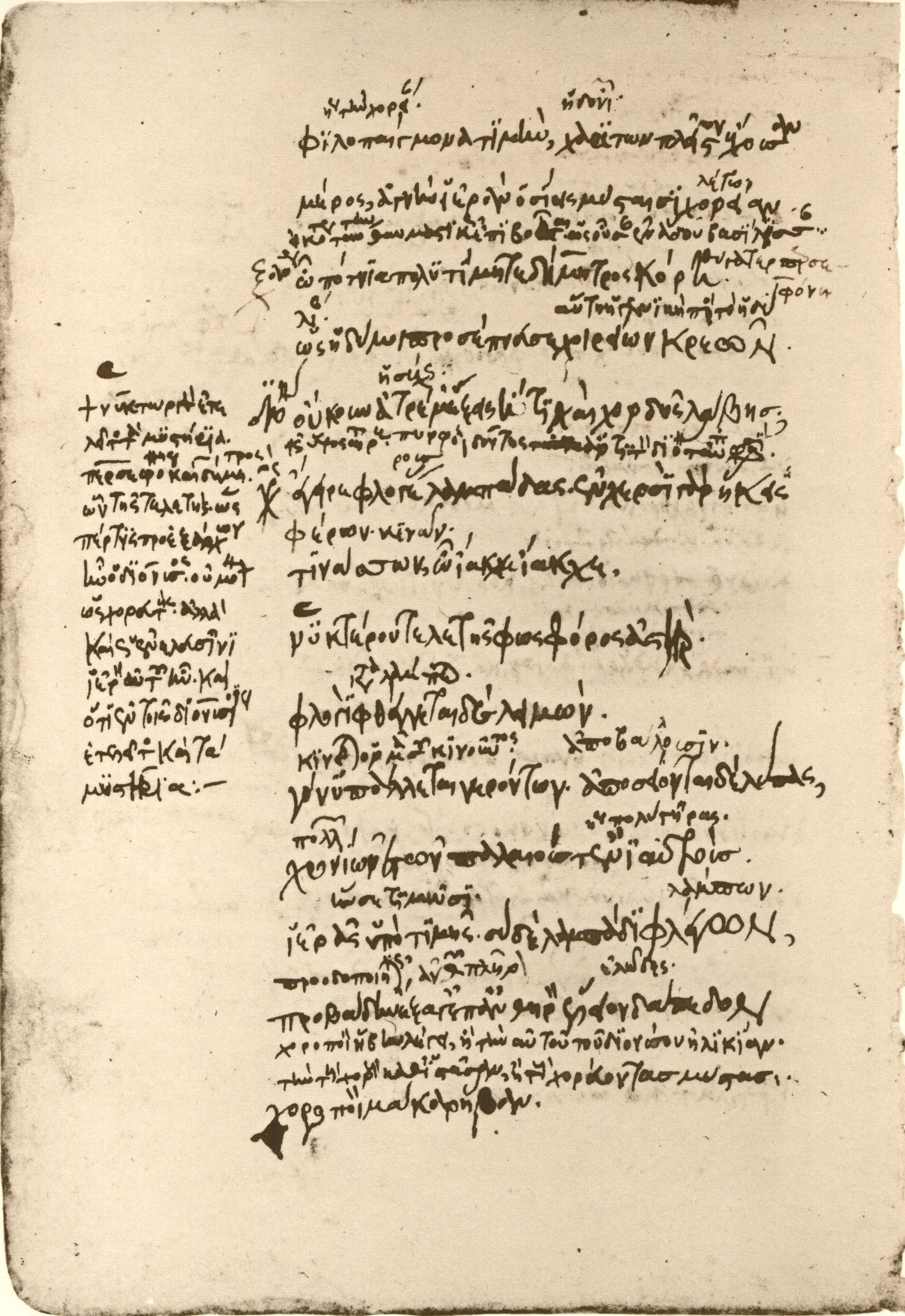
Die Frösche (mit Scholien) in der 1362 geschriebenen Handschrift Rom, Biblioteca Apostolica Vaticana, Vaticanus graecus 918, fol. 116v

Aristophanes werden über 40 Werke zugeschrieben, von denen elf vollständig erhalten sind. Die Zuordnung der erhaltenen Fragmente ist umstritten.
- Die Schmausbrüder (Daitales): 427 v. Chr., zweiter Preis bei den Dionysien
- Die Babylonier: 426 v. Chr., erster Preis bei den Dionysien
- Die Acharner (Acharnes): 425 v. Chr., erster Preis bei den Lenäen
- Die Ritter (Hippeis): 424 v. Chr., erster Preis bei den Lenäen
- Die Bauern (Georgoi): 424 v. Chr., Teilnahme an den Dionysien
- Die Handelsschiffe: 423 v. Chr., Teilnahme an den Lenäen
- Die Wolken (Nephelai): 423 v. Chr., dritter Preis bei den Dionysien
- Proagon: 422 v. Chr., erster Preis bei den Lenäen
- Die Wespen (Sphekes): 422 v. Chr., zweiter Preis bei den Lenäen
- Das Alter (Geras): 422 v. Chr.
- Der Frieden (Eirene): 421 v. Chr., zweiter Preis bei den Dionysien
- Die Wolken (Nephelai): 419/418 v. Chr., vom Autor unveröffentlichte Überarbeitung der Version von 423 v. Chr.
- Anagyros: 418–416 v. Chr.
- Amphiaraus: 414 v. Chr., Teilnahme an den Lenäen
- Die Vögel (Ornithes): 414 v. Chr., zweiter Preis bei den Dionysien
- Lysistrata: 411 v. Chr., Teilnahme an den Dionysien
- Die Thesmophoriazusen (Thesmophoriazusai): 411 v. Chr., Teilnahme an den Lenäen
- Triphales: 410 oder 409 v. Chr.
- Gerytades: 408 v. Chr.
- Der Reichtum (Plutos): 408 v. Chr.
- Die Wolken (Nephelai): 408 v. Chr., offenbar kein Zusammenhang mit den anderen gleichnamigen Stücken
- Die Thesmophoriazusen II: 410–406 v. Chr.
- Die Frösche (Batrachoi): 405 v. Chr., erster Preis bei den Lenäen
- Telemessians: vermutlich 402 v. Chr.
- Die Störche: 399 v. Chr.
- Die Weibervolksversammlung (Ekklesiazusai): 392 v. Chr.
- Der Reichtum (Plutos): 388 v. Chr., Überarbeitung der Version von 408 v. Chr.
- Kokalos: 387 v. Chr., erster Preis bei den Dionysien
- Aiolosikon: 386 v. Chr., bearbeitete Version (Datum der Erstfassung unbekannt)

Außerdem erschien nach 421 v. Chr. eine überarbeitete Version von Der Frieden.
Folgende Werke sind nur namentlich bekannt:
Daidalos, Die Brathähnchen (Tagenistai), Die Danaiden (Danaidai), Das Frauenlager, Die Helden, Die Inseln, Die Jahreszeiten (Horai), Die Lemnierinnen, Die Phönizierinnen, Die Poesie, Die Zentauren, Dionysos’ Schiffbruch, Niobos, Polyidos.
Die Poesie, Dionysos’ Schiffbruch, Die Inseln und Niobos werden auch Archippos zugeschrieben.

## Porträt
Das einzige erhaltene Porträt Aristophanes’ ist eine im Akademischen Kunstmuseum Bonn stehende Doppelbüste, auf deren anderer Seite Menander abgebildet ist.

## Rezeption

Aristophanes auf einer Sammelmarke des Langenscheidt-Verlags

Mit seinem Werk zielte Aristophanes stets darauf ab, zeitgenössische Personen und Ereignisse der Lächerlichkeit preiszugeben, oft durch drastische Darstellungen und satirische Schärfe. Dabei persiflierte er Stilmittel anderer Dichter, zum Beispiel Euripides’, und äußerte sich sowohl kritisch wie spöttisch über Leute wie Sokrates oder die Sophisten. Seine Darstellung des Politikers Kleon in Die Babylonier 426 v. Chr. brachte ihm eine Klage wegen Beleidigung des Volkes ein, die jedoch ohne Folgen blieb. Zwei Jahre später unternahm Kleon, ebenfalls erfolglos, den Versuch, Aristophanes’ athenisches Bürgerrecht auf dem Klageweg anzufechten: Dessen Vater sei angeblich kein gebürtiger Athener gewesen, denn als Einwanderer aus Rhodos oder Ägypten habe er das Bürgerrecht erst zu einem späteren Zeitpunkt erhalten.
Für seine Komödien erhielt Aristophanes bei den Lenäen und Dionysien oftmals hohe Auszeichnungen; drei erste und drei zweite Plätze und wenigstens einmal der dritte Platz sind überliefert. Die Frösche (405 v. Chr.) durfte er bei den Lenäen 404 v. Chr. ein zweites Mal aufführen. Im Altertum sah man in Aristophanes einen der drei großen Dichter der Alten Komödie. Nach Aristophanes’ Tod machte Platon ihn zu einer Figur im Dialog Symposion (Das Gastmahl).
Aristophanes’ Werke haben aber nicht nur unter den Zeitgenossen, sondern auch bei der Nachwelt in Rom und Alexandria Beifall gefunden. Erkennbare Spuren haben sie in der Politsatire der europäischen, insbesondere der englischen Literatur hinterlassen. Goethe, der eine bearbeitete Fassung der Komödie Die Vögel veröffentlichte, nennt Aristophanes im Prolog einen „ungezogenen Liebling der Grazien“. Heine stellt ihn in Deutschland. Ein Wintermärchen als einen großen Dramatiker dar, der, wie er selbst, wegen seiner kritischen Haltung im Deutschland des 19. Jahrhunderts sicherlich verfolgt worden wäre. Picasso illustrierte 1934 Szenen aus Lysistrata für eine US-amerikanische Übersetzung des Stücks von Gilbert Seldes. Peter Hacks löste mit seiner Bearbeitung von Der Frieden (1962) eine Welle neuer Versionen antiker Stoffe in der DDR aus.
Der Komödie Die Vögel entstammen die Redewendungen Wolkenkuckucksheim und Eulen nach Athen tragen. Marcus Tullius Ciceros Patria est, ubicumque est bene (Das Vaterland ist, wo immer es einem gut geht) hat seinen Ursprung im Werk Der Reichtum. In seiner Komödie „Die Frösche“ beschreibt Aristophanes die Verdrängung guter Bürger durch schlechte als Gleichnis der Verdrängung guten Geldes durch schlechtes. Letzterer Vorgang ging später als Greshamsches Gesetz in die ökonomische Dogmenhistorie ein.
Das Adjektiv aristophanisch kennzeichnet heute eine Äußerung als geistvoll und witzig oder beißend spöttisch.
Ein 1960 entdeckter Asteroid wurde 2934 Aristophanes genannt.

## Textausgaben und Übersetzungen

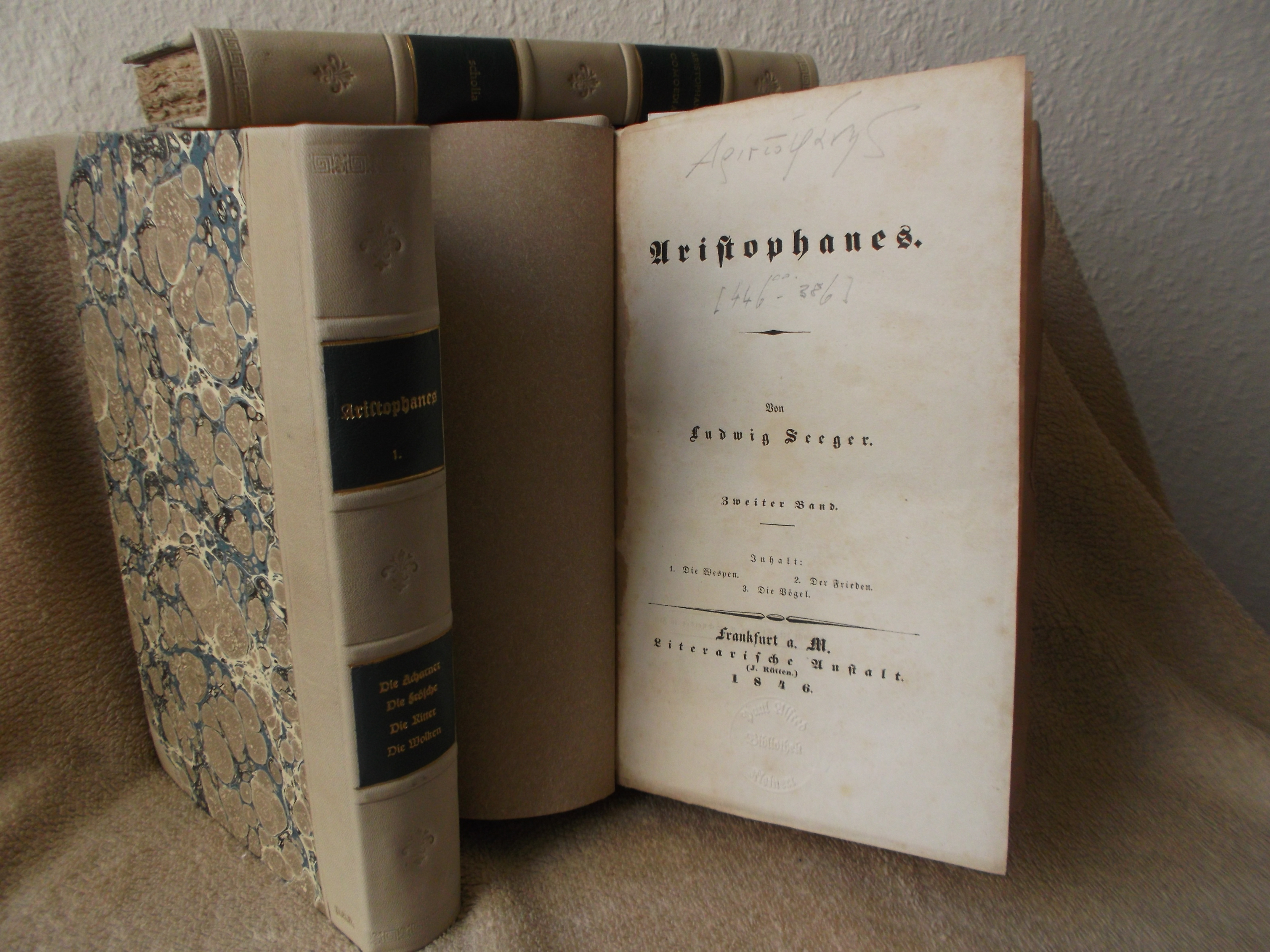
Ludwig Seegers Übersetzung des Aristophanes von 1844–1848

- Des Aristophanes Werke. 2 Teile in 3 Bänden, übers. von Johann Gustav Droysen, Leipzig 1835–1838 (²1871, 2 Teile in 2 Bänden).
- Aristophanes. Stücke in 3 Bänden. Übers. und mit Erläuterungen hrsg. von Ludwig Seeger, Frankfurt a. M. 1845–1848.(Literarischen Anstalt)
- Aristophanes: Comoediae. 2 Bde., hrsg. von F. W. Hall und W. M. Geldart, 2nd ed., Oxford 1906–1907. (Oxford Classical Texts)
- Aristophanes. Komödien, 2 Bde., nach Ludwig Seeger neu herausgegeben, eingeleitet und mit Anmerkungen versehen von Thassilo von Scheffer, München 1913.
- Aristophanes: Sämtliche Komödien. 2 Bde., übers. von Ludwig Seeger, Zürich und Stuttgart 1952–1953.
- Aristophanes und Menander: Griechische Komödien. Übers. von Ludwig Seeger u. a., hrsg. von Eberhard Rechenberg, Leipzig 1966.
  - Von Aristophanes: Die Ritter, Die Wolken, Der Frieden, Die Vögel, Lysistrate, Die Frösche.
- Aristophanis: Fabulae. 2 Bde., hrsg. von N. G. Wilson, Oxford 2007. (Oxford Classical Texts)
- Hans-Joachim Newiger (Hrsg.): Aristophanes, Sämtliche Komödien. 1976; 2. Auflage 1980.
- Aristophanes: Komödien. 4 Bde., griechisch-deutsch, übers., eingel. und komm. von Peter Rau, Darmstadt 2016–2017.
- Aristophanes: Die Komödien. Übers. von Ludwig Seeger, hrsg. von Bernhard Zimmermann, Stuttgart 2019.

Bearbeitungen und Nachdichtungen
- Peter Hacks: Zwei Bearbeitungen. >Der Frieden< nach Aristophanes, >Die Kindermörderin< nach Heinrich Leopold Wagner. Suhrkamp, Frankfurt am Main 1963 (= edition suhrkamp 47).